# Sant Crist de Sendreu
El Sant Crist de Sendreu és una capella - oratori de la masia de Sendreu, de la comuna de Prats de Molló i la Presta, a la comarca del Vallespir (Catalunya del Nord). Està situada en el veïnat generat a l'entorn de la masia del Sendreu, al sud de la vila de Prats de Molló, a la dreta del Tec.